# Stazione radioastronomica di Medicina
La stazione radioastronomica di Medicina è un osservatorio astronomico situato nel comune di Medicina, a circa 30 km da Bologna, e viene gestito dall'Istituto di radioastronomia dell'INAF (Istituto nazionale di astrofisica).
Il 24 maggio 2023 l'antenna parabolica da 32 m della stazione di Medicina è stata ufficialmente intitolata alla memoria di Gavril Grueff, con una cerimonia svoltasi alla presenza della dirigenza INAF durante il congresso internazionale "Bologna VLBI: life begins at 40!".
La stazione comprende due strumenti di rilevazione: la grande "Croce del Nord" ed un radiotelescopio da 32 metri di diametro. Il radiotelescopio "Grueff" lavora sulle frequenze comprese tra 1,4 e 23 GHz, e viene usata sia per le normali osservazioni astronomiche, da sola o come stazione VLBI per le osservazioni interferometriche, sia nell'ambito del progetto SETI ma non più con l'elaboratore Serendip IV, è in progettazione un sistema più aggiornato.
La "Croce" è costituita da due rami perpendicolari di antenne a schiera lunghi rispettivamente 564 metri (in direzione Est-Ovest) e 640 metri (direzione Nord-Sud) con un'area di raccolta complessiva di oltre 30 000 m², e lavora sulla frequenza di 408 MHz. Al momento è in fase di conversione per agire in futuro come prototipo del progetto internazionale SKA.

## Storia
Fu progettata dal fisico Marcello Ceccarelli che lavorava presso l'INAF di Bologna. Oggi il museo dei radiotelescopi è dedicato a lui.
La costruzione della Croce del Nord, uno dei più grandi radiotelescopi di transito esistenti al mondo, iniziò nell'estate del 1963. Lo strumento fu inaugurato il 19 ottobre 1964.
A circa 20 anni dall'entrata in funzione della "Croce", nello stesso sito venne eretta un'antenna parabolica VLBI di 32 metri di diametro. Si prevede che questa parabola subirà un upgrade con l'installazione di superficie attiva, che permetta di incrementare le frequenze osservabili fino a 90 GHz.